# 保尔科尼奥
保尔科尼奥（匈牙利語：Palkonya），是匈牙利巴兰尼亚州所辖的一个村。总面积10.00平方公里，总人口293，人口密度29.3人/平方公里（2011年1月1日）。